# Cucuteni, Iași
Cucuteni este satul de reședință al comunei cu același nume din județul Iași, Moldova, România. La nord de sat au fost descoperite în 1884 primele vestigii ale ceea ce avea să se dovedească a fi extraordinara Cultură Cucuteni.

## Personalități
- Ioan Arbore (1892 - 1954), general și om politic, decedat în închisoarea Văcărești.